# 香鳞始蕨
香鳞始蕨（学名：Osmolindsaea odorata）也称长片陵齿蕨，为鳞始蕨科香鳞始蕨属下的一个种。